# Ulster Trophy 1946
Ulster Trophy 1946 je bila deseta dirka za Veliko nagrado v sezoni Velikih nagrad 1946. Odvijala se je 10. avgusta 1946 v severnoirskem mestecu Ballyclare. 

## Rezultati

### Dirka
| Poz | Št | Dirkač                      | Moštvo     | Dirkalnik    | Krogi | Čas/Odstop |
| --- | -- | --------------------------- | ---------- | ------------ | ----- | ---------- |
| 1   | 1  | Princ Bira                  | Privatnik  | ERA C        | 12    | 38:00.0    |
| 2   | 6  | Reg Parnell                 | Privatnik  | Maserati 4CL | 12    | + 0.3s     |
| 3   | 3  | Bob Gerard                  | Privatnik  | ERA B        | 12    | + 48.0     |
| 4   | 4  | David Hampshire             | Privatnik  | Maserati 6CM | 12    | + 4:02.0   |
| 5   | 2  | Robert Cowell Gordon Watson | Privatnika | ERA B        | 12    | + 5:40.0   |
| Ods | 5  | Leslie Johnson              | Privatnik  | Delage 15S8  | 8     |            |